# Volker Kauder
Volker Kauder (nacido el 3 de septiembre de 1949 en Hoffenheim) es un político alemán de la CDU.   

## Biografía
Terminó sus estudios escolares en 1969 en Singen. Cursó sus estudios universitarios en la Universidad de Friburgo. Se convirtió en miembro de la Junge Union (organización juvenil de la CDU/CSU) a los 17 años de edad. 
En 1991 fue nombrado Secretario General de la CDU en Baden-Wurtemberg hasta el retiro del Ministro-Presidente Erwin Teufel en 2005. Posteriormente se mudó a Berlín y se convirtió en secretario general de la CDU en 2005, durante la mayor parte del año. El 21 de noviembre de 2005 cambió su cargo y fue elegido presidente del grupo parlamentario CDU/CSU en el Bundestag. Ha sido miembro del parlamento desde 1990. Es calificado con frecuencia como la "mano derecha" de Angela Merkel y es uno de los políticos más prominentes de su partido y que tiene la mayor influencia. La mayor parte de las elecciones dentro de su partido, han sido ganadas por el por abrumadora mayoría. El 25 de septiembre de 2018 perdió su cargo de presidente del grupo parlamentario, fue remplazado por Ralph Brinkhaus que ganó con 125 a 112 votos, con 2 abstenciones.
Es contrario a la adopción homoparental y al islam y bloquea leyes para prohibir anuncios para el tabaco aunque Alemania se obligó de introducirlas ante la Organización Mundial de la Salud. Es protestante.